# 拿騷-威爾堡
拿騷-威爾堡（德語：Nassau-Weilburg）是神聖羅馬帝國裡的一個邦國，由拿騷王朝的瓦爾拉姆系所統治，存在時間為1344年至1806年。
1816年，拿騷-烏辛根絕嗣，拿騷-威爾堡成為拿騷王朝的長系，領地統合為拿騷公國。1866年拿騷公國被普魯士併吞，末代公爵阿道夫於1890年獲得盧森堡大公之位。今日的盧森堡大公家族即屬於拿騷-威爾堡。

## 拿騷-威爾堡親王
1. 約翰·恩斯特，1688年至1719年在位
2. 卡爾·奧古斯特，1719年至1753年在位
3. 卡爾·克里斯蒂安，1753年至1788年在位
4. 腓特烈·威廉，1788年至1816年在位